# Цезон Квінкцій Клавд
Цезон Квінкцій Клавд (лат. Kaeso Quinctius Claudus, ? — після 271 р. до н. е.) — політичний діяч Римської республіки.

## Життєпис
Походив з патриціанського роду Квінкціїв. Син Луція Квінкція Клавда. Про життя мало відомостей. У 271 році до н. е. його обрано консулом разом з Луцієм Генуцієм Клепсіною. Воював разом із колегою проти міста Регій (сучасне м. Реджо-Калабрія). Подальша доля невідома.